# Las aceitunas
Las aceitunas es uno de los pasos más famosos del Siglo de Oro. Fue escrito por Lope de Rueda, y fue publicado por primera vez en 1548 por Juan de Timoneda.
El paso o entremés relata un episodio de una familia del siglo de oro, integrada por Toruvio (el padre), Águeda (la madre) y Mencigüela (la hija). Toruvio llega a casa y su mujer está ausente. Cuando esta regresa, reclama a su marido el cultivo de las aceitunas que le había pedido plantar, a lo que él responde que ya las había plantado, con lo que en unos seis o siete años tendrán un olivar entero. Ambos discuten el precio y tamaño de las aceitunas. Mientras que Toruvio decide un precio bajo, Águeda, por el contrario, desea venderlas muy caras. En medio del debate está la hija, Mencigüela, que se lleva los golpes de ambas partes. Un vecino, llamado Aloja, interviene para hacerles notar la ridiculez de la discusión, ya que las aceitunas aún no existían y ya estaban riñendo sobre ellas.